# Jiribam (Distrikt)
Der Distrikt Jiribam ist ein Distrikt im indischen Bundesstaat Manipur. Verwaltungssitz ist die namensgebende Stadt Jiribam.

## Geografie
Der Distrikt Jiribam liegt im Westen Manipurs. Nachbardistrikte sind Tamenglong im  Norden, Noney im Osten, Pherzawl im Osten und Süden sowie der indische Bundesstaat Assam im Westen. Die Fläche des Distrikts Jiribam beträgt 232 Quadratkilometer. Der Distrikt liegt am linken Ufer des Jiri. Der Ostteil des Distrikts an der Grenze zum Distrikt Noney ist gebirgig, der Westteil am Jiri eine Ebene.

## Geschichte
Im Mittelalter war der Distrikt Teil eines Meitei-Königreichs. Im späten 19. Jahrhundert eroberten die Briten das Gebiet und das Gebiet wurde Teil von Manipur innerhalb Bengalens. Im Zweiten Weltkrieg lag er nahe der Front zwischen Briten und Japanern. Nach der indischen Unabhängigkeit vollzog Manipur 1949 den Anschluss an Indien. Bis zum 9. Dezember 2016 gehörte er als Subdivision Jiribam zum Distrikt Imphal East. Seither ist er in den heutigen Grenzen ein unabhängiger Distrikt.

## Bevölkerung

### Übersicht
Nach der Volkszählung 2011 hat der Distrikt Jiribam (damals Subdivision Jiribam innerhalb des Distrikts East Imphal) 43.838 Einwohner. Bei 189 Einwohnern pro Quadratkilometer ist der Distrikt dicht besiedelt. Der Distrikt ist deutlich ländlich geprägt. Einzige Stadt ist der Hauptort des Distrikts mit 7343 Einwohnern. Somit wohnen 36.495 Menschen oder 83,25 % der Einwohnerschaft auf dem Land.

### Bevölkerungsentwicklung
Der Distrikt (damals die Subdivision) Jiribam hatte vor 1971 andere Grenzen als heute. Seit 1971 hat der Distrikt den gleichen Umfang wie in der Gegenwart. Die Bevölkerung hat im Distrikt in den letzten Jahrzehnten stark zugenommen. Das Wachstum betrug in den zehn Jahren zwischen 2001 und 2011 15,89 % oder rund 6000 Personen.
| Jahr      | 1971   | 1981   | 1991   | 2001   | 2011   |
| Einwohner | 23.368 | 26.637 | 34.046 | 37.828 | 43.838 |

Bevölkerungsentwicklung; Quellen: Volkszählungen in Indien in Population of Manipur 2006, Tabellen 7.2 bis 7.5 (nicht mehr abrufbar) und bei Census of India

### Volksgruppen
In Indien teilt man die Bevölkerung in die drei Kategorien general population, scheduled castes und scheduled tribes ein. Die scheduled castes (anerkannte Kasten) mit (2011) 7425 Menschen (16,94 Prozent der Bevölkerung) werden heutzutage Dalit genannt (früher auch abschätzig Unberührbare betitelt). Die scheduled tribes sind die anerkannten Stammesgemeinschaften mit (2011) 5490 Menschen (12,52 Prozent der Bevölkerung), die sich selber als Adivasi bezeichnen. Zu ihnen gehören in Manipur 33 Volksgruppen. Aufgrund der Sprache (Zahlen für die Volksgruppen sind nur bis Distriktshöhe veröffentlicht) sind die Hmar, Kuki, Kabui und Rongmei die wichtigsten Gruppen innerhalb des heutigen Distrikts.

### Bevölkerung des Distrikts nach Sprachen
Die Bevölkerung des Distrikts Jiribam ist sprachlich sehr gemischt. Durch Zuwanderung spricht heute eine knappe Bevölkerungsmehrheit Bengali. Die zweite bedeutende Sprache ist Manipuri/Meitei. Bengali und Hindi gehören zu den indoarischen Sprachen. Alle anderen bedeutenden Sprachen des Distrikts gehören zu den tibetobirmanischen Sprachen, meist zu den Kuki-Chin-Naga-Sprachen. Nebst den Einzelsprachen gibt es zahlreiche Sprachgruppen, die in einem Überbegriff zusammengefasst werden. Größte dieser Sprachgruppen ist Kuki (in Myanmar Chin genannt) mit insgesamt 1168 Menschen (2,66 % der Distriktsbevölkerung). Dahinter folgen die An zweiter Stelle liegen die Hindi-Sprachen und -Dialekte mit insgesamt 852 Personen (1,94 % der Bevölkerung). Alltagshindi (meist nur Hindi genannt) stellt die Mehrheit innerhalb dieser Sprachgruppe. Auf Platz drei folgt Kabui (auch Zou genannt) mit den Sprachen Kabui und Rongmei. Alle anderen wichtigen Sprachen sind Einzelsprachen. Die genaue Verteilung der einzelnen Sprachen im Distrikt zeigt folgende Tabelle:
| Jahr                                   | Bengali | Bengali | Manipuri | Manipuri | Hmar | Hmar | Hindi | Hindi | Kuki | Kuki | Kabui | Kabui | Paite | Paite | Bishnupriya Manipuri | Bishnupriya Manipuri | Rongmei | Rongmei | Total  | Total    |
| Jahr                                   | Zahl    | %       | Zahl     | %        | Zahl | %    | Zahl  | %     | Zahl | %    | Zahl  | %     | Zahl  | %     | Zahl                 | %                    | Zahl    | %       | Zahl   | %        |
| -------------------------------------- | ------- | ------- | -------- | -------- | ---- | ---- | ----- | ----- | ---- | ---- | ----- | ----- | ----- | ----- | -------------------- | -------------------- | ------- | ------- | ------ | -------- |
| 2011                                   | 22.267  | 50,79   | 13.375   | 30,51    | 3525 | 8,04 | 715   | 1,63  | 487  | 1,11 | 411   | 0,94  | 346   | 0,79  | 276                  | 0,63                 | 231     | 0,53    | 43.838 | 100,00 % |
| Quelle: Ergebnis der Volkszählung 2011 |         |         |          |          |      |      |       |       |      |      |       |       |       |       |                      |                      |         |         |        |          |

### Bevölkerung des Distrikts nach Bekenntnissen
Die Bevölkerung ist religiös durchmischt. Eine relative Mehrheit bildet die Anhängerschaft des Hinduismus. Doch gibt es starke muslimische und christliche Minderheiten. Die genaue religiöse Zusammensetzung der Bevölkerung zeigt folgende Tabelle:
| Jahr                                   | Buddhisten | Buddhisten | Christen | Christen | Hindus | Hindus | Jainas | Jainas | Muslime | Muslime | Sikhs | Sikhs | Andere | Andere | keine Angaben | keine Angaben | Total  | Total    |
| Jahr                                   | Zahl       | %          | Zahl     | %        | Zahl   | %      | Zahl   | %      | Zahl    | %       | Zahl  | %     | Zahl   | %      | Zahl          | %             | Zahl   | %        |
| -------------------------------------- | ---------- | ---------- | -------- | -------- | ------ | ------ | ------ | ------ | ------- | ------- | ----- | ----- | ------ | ------ | ------------- | ------------- | ------ | -------- |
| 2011                                   | 27         | 0,06       | 5846     | 13,34    | 21.323 | 48,64  | 6      | 0,01   | 14.934  | 34,07   | 13    | 0,03  | 1652   | 3,77   | 37            | 0,08          | 43.838 | 100,00 % |
| Quelle: Ergebnis der Volkszählung 2011 |            |            |          |          |        |        |        |        |         |         |       |       |        |        |               |               |        |          |

## Verwaltung
Der Distrikt ist in die zwei Verwaltungseinheiten (Circles) Borobekra und Jiribam unterteilt. Im Distrikt gibt es 1 Stadtverwaltung (Jiribam) und sechs Dorfverwaltungen (Gram Panchayat) für 58 Dörfer.